# La Diagonale du Doubs
La Diagonale du Doubs est une randonnée VTT créée en 1996, complétée depuis 2002 par un parcours cyclotourisme. Elle est organisée par l'A.M.I.C.A.L.E de Saône et soutenue par Grand Besançon Métropole.